# ADRA2C
ADRA2C (англ. Adrenoceptor alpha 2C) – білок, який кодується однойменним геном, розташованим у людей на короткому плечі 4-ї хромосоми.  Довжина поліпептидного ланцюга білка становить 462 амінокислот, а молекулярна маса — 49 522.
| 10         |  | 20         |  | 30         |  | 40         |  | 50         |
| ---------- |  | ---------- |  | ---------- |  | ---------- |  | ---------- |
| MASPALAAAL |  | AVAAAAGPNA |  | SGAGERGSGG |  | VANASGASWG |  | PPRGQYSAGA |
| VAGLAAVVGF |  | LIVFTVVGNV |  | LVVIAVLTSR |  | ALRAPQNLFL |  | VSLASADILV |
| ATLVMPFSLA |  | NELMAYWYFG |  | QVWCGVYLAL |  | DVLFCTSSIV |  | HLCAISLDRY |
| WSVTQAVEYN |  | LKRTPRRVKA |  | TIVAVWLISA |  | VISFPPLVSL |  | YRQPDGAAYP |
| QCGLNDETWY |  | ILSSCIGSFF |  | APCLIMGLVY |  | ARIYRVAKLR |  | TRTLSEKRAP |
| VGPDGASPTT |  | ENGLGAAAGA |  | GENGHCAPPP |  | ADVEPDESSA |  | AAERRRRRGA |
| LRRGGRRRAG |  | AEGGAGGADG |  | QGAGPGAAES |  | GALTASRSPG |  | PGGRLSRASS |
| RSVEFFLSRR |  | RRARSSVCRR |  | KVAQAREKRF |  | TFVLAVVMGV |  | FVLCWFPFFF |
| SYSLYGICRE |  | ACQVPGPLFK |  | FFFWIGYCNS |  | SLNPVIYTVF |  | NQDFRRSFKH |
| ILFRRRRRGF |  | RQ         |  |            |  |            |  |            |

A: Аланін

C: Цистеїн

D: Аспарагінова кислота

E: Глутамінова кислота

F: Фенілаланін

G: Гліцин

H: Гістидин

I: Ізолейцин

K: Лізин

L: Лейцин

M: Метіонін

N: Аспарагін

P: Пролін

Q: Глутамін

R: Аргінін

S: Серин

T: Треонін

V: Валін

W: Триптофан

Кодований геном білок за функціями належить до рецепторів, g-білокспряжених рецепторів, білків внутрішньоклітинного сигналінгу. 
Задіяний у такому біологічному процесі як поліморфізм. 
Локалізований у клітинній мембрані, мембрані.